# 第2SS装甲師団
第2SS装甲師団 ダス・ライヒ（だいにSSそうこうしだん―、2. SS-Panzer-Division "Das Reich"）は、ナチス・ドイツの武装親衛隊の部隊のひとつ。精鋭部隊として、第二次世界大戦の主要な戦闘で大きな役割を果たした。部隊名にある「ライヒ」は祖国や国家、帝国などを意味する。1939年にSS-VT 師団として編成され、変遷を経て1943年にSS第2装甲師団 ダス・ライヒに発展した。

## 創設・ポーランド戦・フランス戦

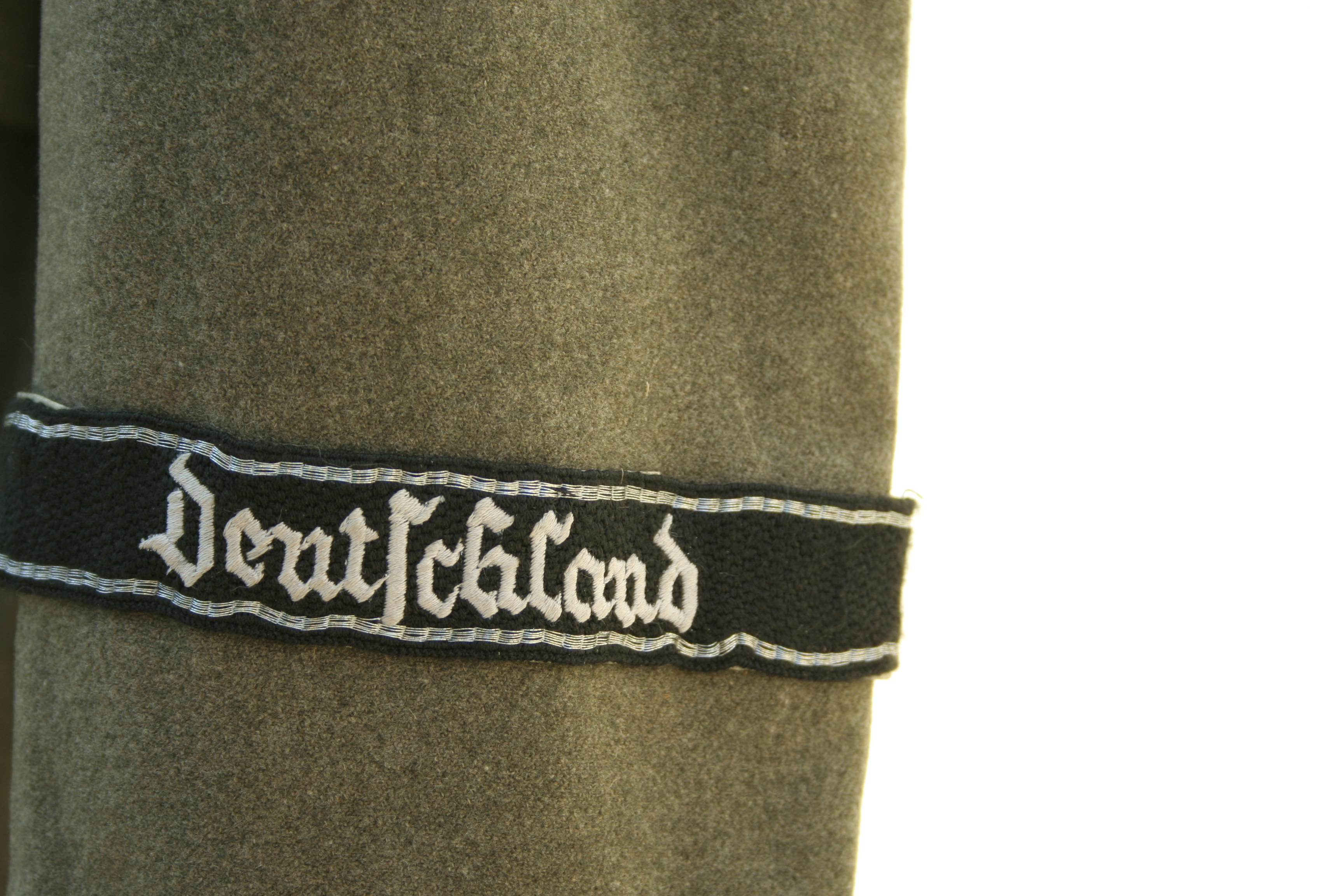
ドイッチュラント連隊の袖章

1939年のポーランド侵攻では、親衛隊特務部隊はまとまった一つの部隊としてではなく、いくつかの陸軍部隊に分散されて最初の戦火を経験した。ポーランド戦が終了した1939年10月10日、親衛隊特務部隊は一つにまとめられ、SS-VT 師団（SS特務師団）が設立された。その構成はSS連隊ドイッチュラント(SS-Standarte Deutschland)、SS連隊ゲルマニア(SS-Standarte Germania)、SS連隊デア・フューラー(SS-Standarte Der Führer)、通信大隊、偵察大隊である。
フランス戦ではSS-VT 師団としてロッテルダム攻撃に加わった。ロッテルダム攻略後、師団は他の師団とともに、連合軍をオランダ・ゼーラント周辺に押し込む任務を受けた。次に、陸軍部隊が制圧した地域で一部残る抵抗拠点を潰す任務を受けた。師団はフランスに移され、強固に防御された運河を突破する支援を行い、パリへの進軍に参加した。戦いの終わりには、部隊はスペインとの国境近くまで前進していた。
フランス戦後に、部隊は名称をSS-VT 師団から、SS師団ライヒ(SS-Division "Reich")と変更した。フランス降伏後、師団はイギリス本土侵攻のためにフランスに留まったが、英本土侵攻作戦は延期された。そのため、1941年に師団はユーゴスラビア・ギリシア侵攻のためのマリータ作戦の準備にルーマニアへ移動した。

## ユーゴスラビア占領

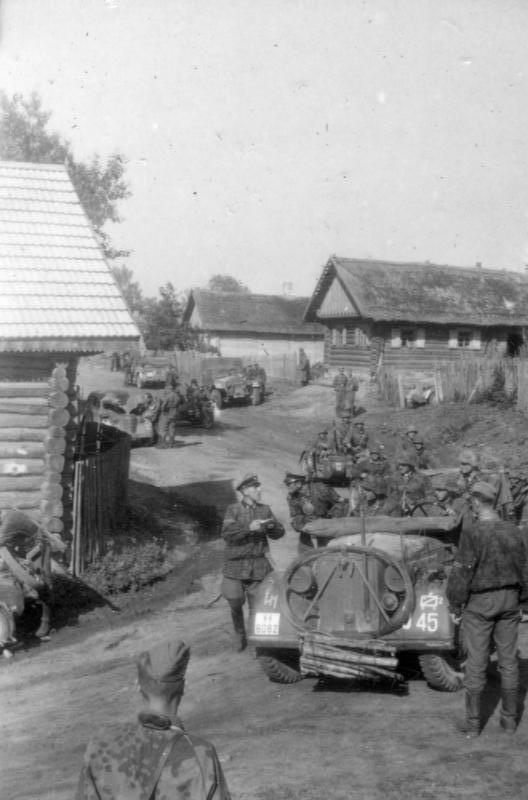
1941年撮影

1941年3月26日、枢軸国の一員であるユーゴスラビアで反独クーデターが起こり、親独政権が倒れた。4月6日、ドイツ軍はユーゴスラビアへ侵入した。SS師団ライヒは、ハンガリーよりユーゴスラビアの首都ベオグラードへ進軍した。注目すべき戦果として、ベオグラードを占領した。
1941年4月12日の朝、SS大尉フリッツ・クリンゲンベルクの指揮するオートバイ兵中隊は、パンチェヴォからドナウ川の土手沿いにベオグラードに接近した。クリンゲンベルクは同市に突入することに不安を感じた。川が増水し渡河する橋がなく、オートバイ兵中隊は架橋装備や浮き橋も欠いていた。クリンゲンベルクは川の北の土手でモーターボートを見つけ、部下とともにドナウ川を渡った。対岸に付いた後、2人を増援のために戻し、6人でベオグラードのダウンタウンに進んだ。町に入った後、クリンゲンベルクは20人のユーゴスラビア兵と遭遇し、彼らは一発も撃つことなく降伏した。その後、クリンゲンベルクは短い戦闘の後、ユーゴスラビア軍の車両を鹵獲し、それを利用してユーゴスラビアの軍務省へ向かった。しかし、彼らがビルに到着した時、ビルは放棄されていた。おそらく、軍司令部はドイツ空軍の空襲により首都から撤退したものと考えられる。ベオグラードには降伏交渉する軍の指揮機能が残っていなかったため、クリンゲンベルクはベオグラードのドイツ大使館へ向かった。都市の占領を宣言するため大きな鉤十字を広げ、大使館の上に掲げた。2時間後、ベオグラード市長が大使館を訪れ、クリンゲンベルクに降伏した。ドイツ軍の主力部隊が入城するまで1日待たないといけなかった。ベオグラード占領の功績で、クリンゲンベルクは騎士鉄十字章を受けた。
ベオグラード占領後、師団はソビエト侵攻作戦の一端を担うためにポーランドへ移動した。

## ソビエト侵攻

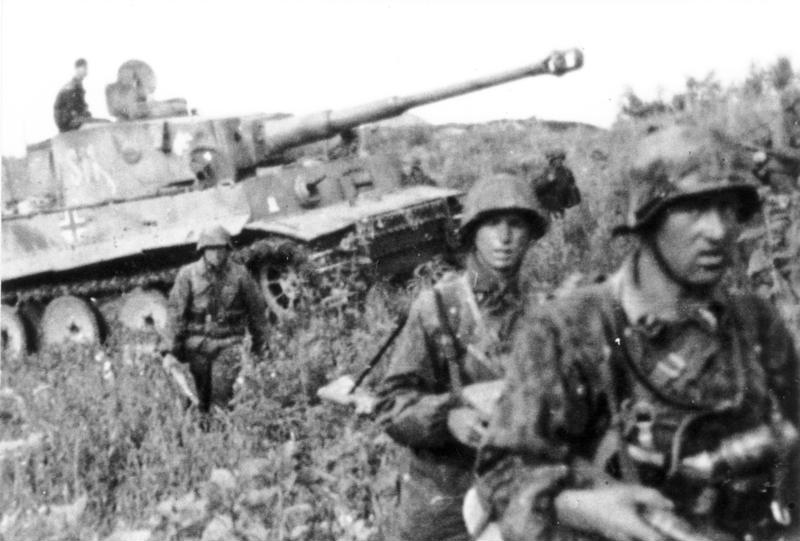
クルスクの戦い、ティーガーI戦車を伴った「ダス・ライヒ」装甲擲弾兵師団の兵士（1943年6月）

バルバロッサ作戦には、師団はヴォック元帥の中央軍集団の一員として参加した。グデーリアン上級大将指揮下の第2装甲集団に所属する、第46軍団（自動車化）を構成した。ビヤリストック包囲戦、ミンスク包囲戦に参加し、スモレンスク包囲戦、その後のスモレンスク近傍のエリニャの戦い(エリニャ攻勢)や、キエフ包囲戦にも参加している。その後、所属する第2装甲集団（後に第2装甲軍に昇格）は再度東進した。泥濘に苦しみながらもオリョルを経由し、ブリヤンスク・ウィヤジマ複合包囲戦にも参加した。さらに、レニングラード攻撃を中止して鉄道輸送されたヘープナー上級大将の第4装甲軍第40軍団に所属し、モスクワ攻略作戦であるタイフーン作戦に参加した。クリン南方からイストラを経て1941年11月ドイツ軍の最高進出点である、ソビエトの首都まで数マイルの地点まで迫った。ソビエトの首都を視野に納める地点まで前進した時、天候の悪化と大きな損失とソビエトの冬季反攻により師団は押し戻された。多大な損失を被った後、師団は前線から引き抜かれ、フランスへ送られた。師団の一部は東部戦線に残され、カンプフグルッペ・オステンドルフ (KG Ostendorff) の名前で呼ばれた。オステンドルフは1942年6月に師団の本体と合流した。1942年11月、師団の一部はトゥーロンでフランス艦隊の自沈を防ぐ試みに参加した。その後、師団は、装甲擲弾兵師団へ格上げされ、SS装甲擲弾兵師団ダス・ライヒと改名された。

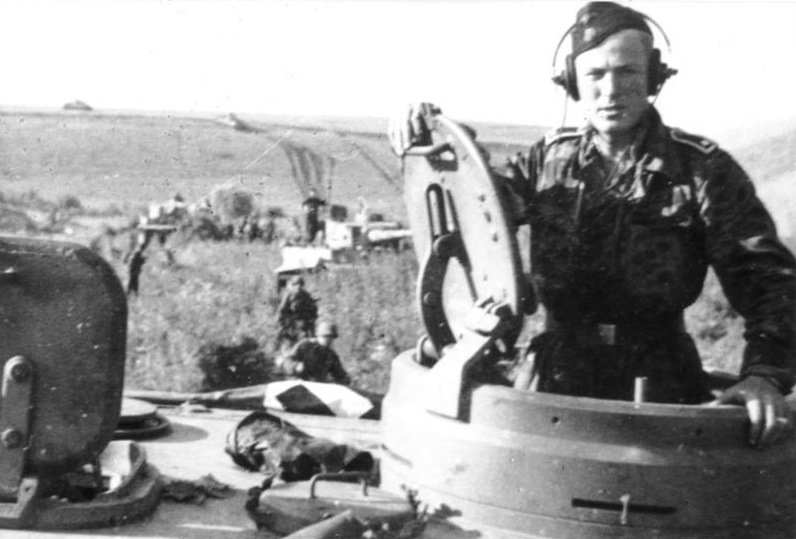
SS第2戦車連隊“ダスライヒ”第8中隊のティーガー戦車（1943年7月）

1943年の初め、ダス・ライヒは東部戦線に戻された。配置はハリコフ
正面の、崩壊の危機にある戦区の補強だった。ハリコフの再占領後、ダス・ライヒは他の師団とともに、クルスクの戦いに参加した。ダス・ライヒは、突出部の南側の攻撃を担い40マイル前進したが、作戦が中止されベルゴロドに後退した。その後、ミウス河、ハリコフ、キエフと転戦した。10月に第2SS装甲師団ダス・ライヒと改称。
続く戦闘により連隊規模まで消耗した為、カンプフグルッペ ダス・ライヒ(Kampfgruppe SS-Panzerdivision Das Reich)又はカンプフグルッペ ラマーディング(KG Lammerding)と呼ばれた。1944年2月、師団は一部の部隊を東部戦線に残して前線から引き抜かれ、フランスの南部の村モントーバンで装備と人員の補充を受け再編成が行われた。残った部隊はカンプフグルッペ ダス・ライヒ又はカンプフグルッペ ヴァイディンガー(KG Weidinger)と呼ばれた。
3月、ソ連軍の春期攻勢によりカメネツ･ポドルスキーで包囲され、第2SS装甲軍団がこれを救出した。救出されたヴァイディンガー戦闘団は既にフランスにいる師団の残りと合流するためフランスに送られた。

## ノルマンディーの戦い・アルデンヌ攻勢

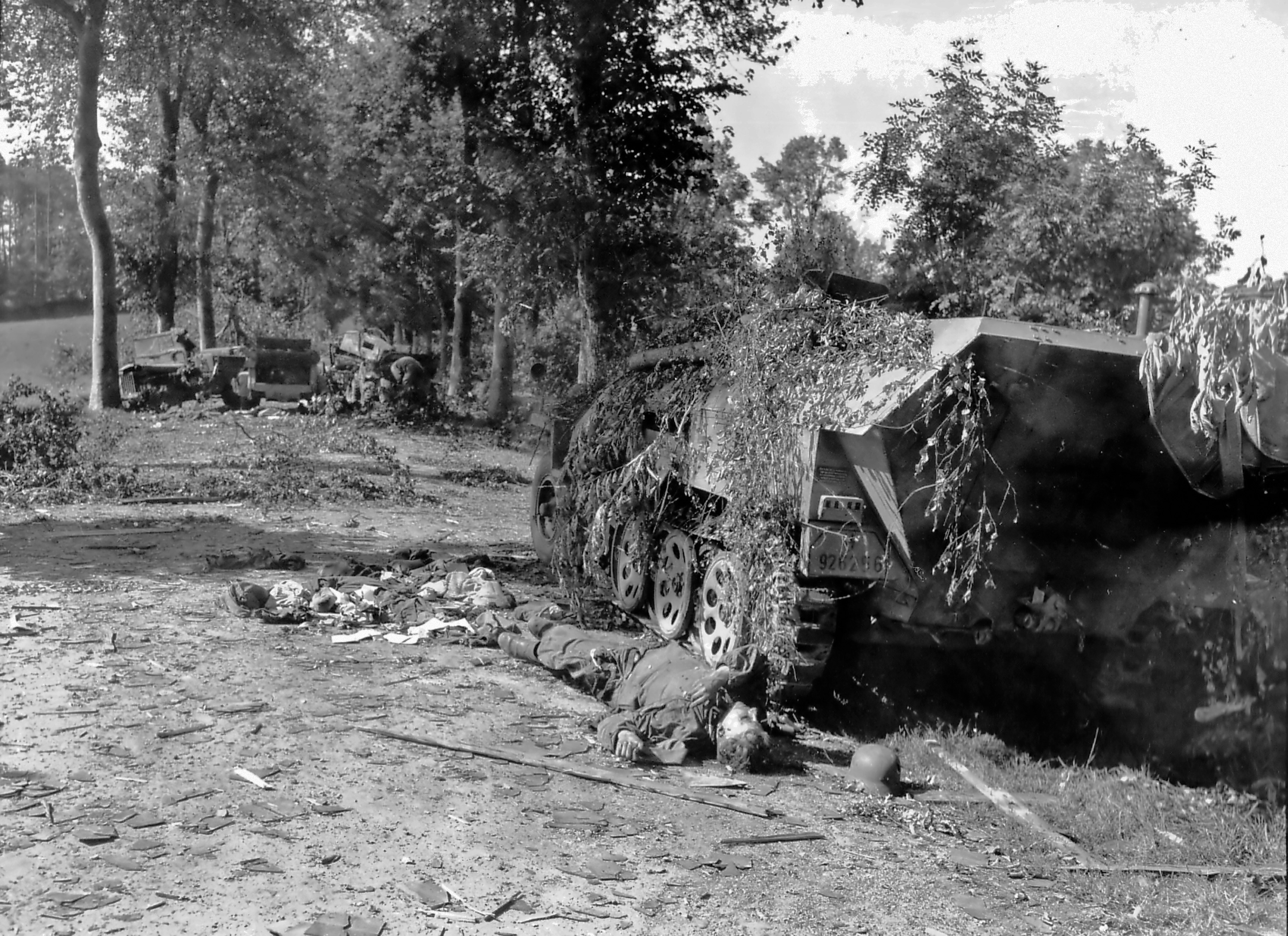
1944年、フランスでのSd.Kfz.251と隊員の死体

1944年6月のノルマンディー上陸作戦の際、ダス・ライヒは、ヒトラーユーゲント師団と装甲教導師団と共にカーンの北方で連合軍の進撃を食い止める任務を受けた。師団は、モルタン（マンシュ県のコミューン）を再占領したが、連合軍によりファレーズにて包囲された。この戦いで重装備を失い、1944年の終わりまでに師団は、ドイツ・フランス国境まで撤退を行った。
1944年12月のラインの守り作戦、ダス・ライヒ師団は攻撃の要である第6SS装甲軍に所属していた。攻勢として、ムーズ川を越え23マイル離れたマネイ（リュクサンブール州の基礎自治体）進んだが、そこにおいて師団は停止し、連合国軍の反撃に遭遇した。その結果、作戦は失敗した。最後にバストーニュ占領のためいくつかの師団による攻勢がかけられたが、それも失敗した。

## 最後の攻勢・降伏
バルジの戦いの後、ダス・ライヒはドイツ国内に再編成のため撤退した。ダス・ライヒは、東部戦線南のハンガリーのブダペストにおける反撃作戦に投入された。この作戦は、ブダペスト市内にヒトラーの死守命令により包囲された部隊を救出することが目的であった。しかし、当初の攻撃がブダペストへの最短ルートである装甲部隊の前進・攻撃に向かない地形に対して行なわれたため、部隊の前進は進まなかった。その後、遠回りであるが装甲部隊の進撃に向いている平地を経由しての攻撃が再度行なわれたが、既に時期を逸しており、作戦は失敗した。
その後、ダス・ライヒは再度ドイツに戻り、残りの戦争中、ドレスデン、プラハ、ウィーンでの戦闘に参加し、終戦時、師団のほとんどはアメリカ軍に降伏するため西部戦線へ移動した。

## 戦争犯罪

### チュール
ノルマンディに連合軍が上陸した3日後の1944年6月9日にチュールで99人以上の村人を殺害した。

### オラドゥール＝シュル＝グラヌ

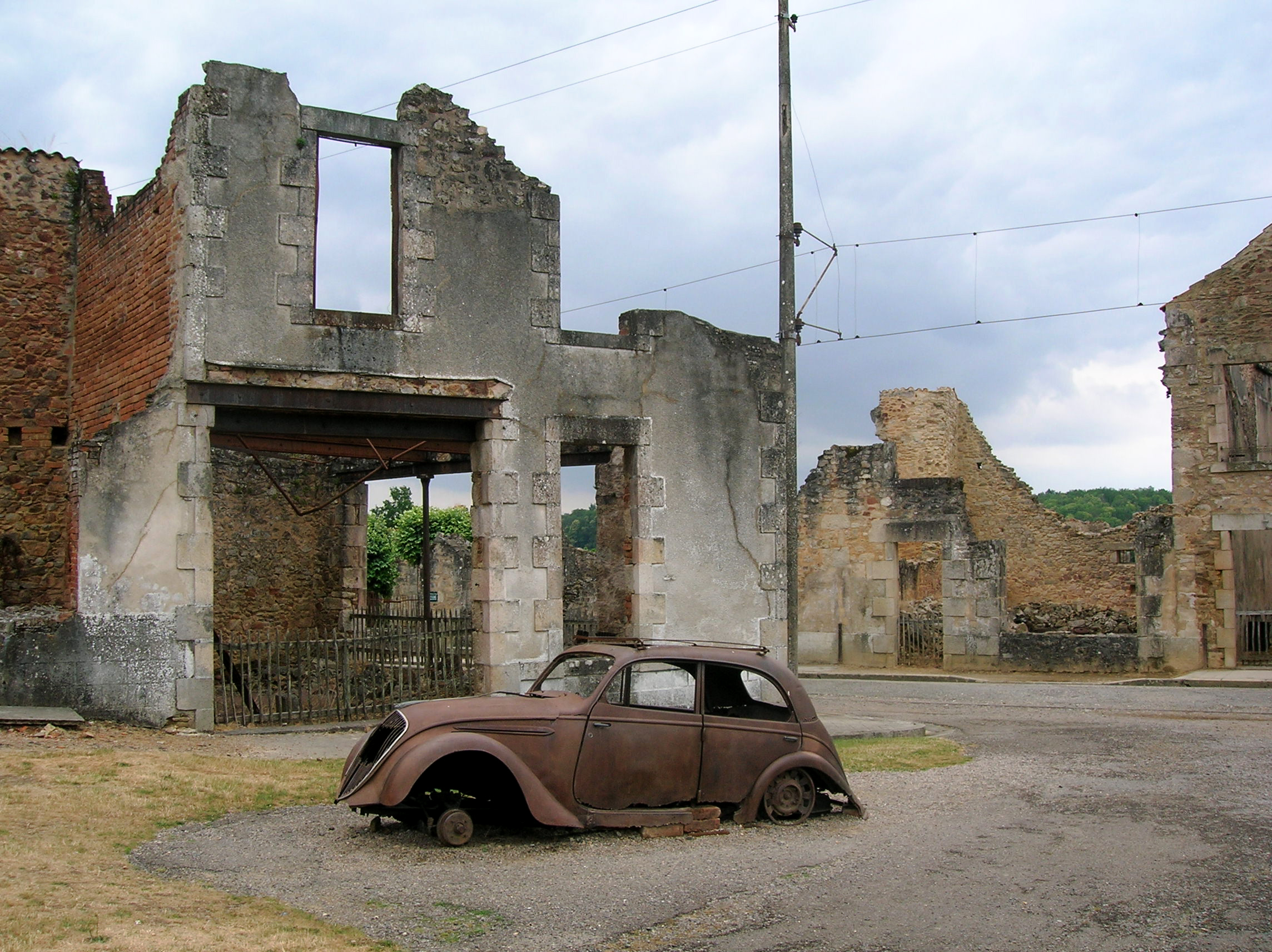
2016年現在でも当時のままの状態で保存されているオラドゥール＝シュル＝グラヌの廃墟となった町並み。

1944年6月10日、フランス中南部・リムーザン地方のオラドゥール＝シュル＝グラヌで642人のフランス人の民間人を殺害した。この殺害には、第4SS装甲擲弾兵連隊「デア・フューラー」の第1大隊の指揮官であるアドルフ・ディークマンSS少佐が関与していた。彼はその地のレジスタンスのマキ団により40人近い兵士が死傷したパルチザン活動に対する正当な処置であったと主張した。親衛隊当局は、ディークマンを民間人虐殺で起訴することを望んだが、彼は裁判を受ける前の6月29日にノルマンディ戦線で戦死してしまった。戦後、1953年に、フランス当局が裁判を行なったが、少数の人間しか有罪で処罰されなかった。オラドゥール＝シュル＝グラヌの村の跡地は戦後、廃墟のまま保存されている。

## 作戦地域
- 1939年9月-1940年5月 ドイツ
- 1940年5月-1941年4月 フランス・オランダ
- 1941年4月-1941年6月 ルーマニア・ユーゴスラビア
- 1941年6月-1942年6月 ソビエト
- 1942年6月-1943年1月 ドイツ・フランス
- 1943年1月-1944年2月 ソビエト
- 1944年2月-1945年1月 フランス・ベルギー・オランダ
- 1945年1月-1945年5月 ハンガリー・オーストリア

## 部隊編成と指揮官
- 騎士鉄十字章受章者数：69人(72人？)
- 構成人種：ドイツ人(大戦中期以降はヨーロッパ諸国のドイツ系、又は外国人を含む)

### 部隊名の変遷
- 1939年10月-1940年4月 SS-VT 師団、あるいはSS特務師団 (SS-Division "Verfügungstruppe"、あるいは SS- Verfügungsdivision)
- 1940年4月-1940年12月 SS師団 ドイッチュラント (SS-Division "Deutschland")
- 1940年12月-1942年5月 SS師団 ライヒ (SS-Division "Reich")
- 1942年5月-1942年11月 SS師団 ダス・ライヒ (SS-Division "Das Reich")
- 1942年11月-1943年10月 SS装甲擲弾兵師団 ダス・ライヒ (SS-Panzergrenadier-Division "Das Reich")
- 1943年10月-1945年5月 第2SS装甲師団 ダス・ライヒ (2.SS-Panzer-Division "Das Reich")

### 指揮官
- 1939年10月19日 - 1941年10月14日 SS上級大将 パウル・ハウサー
- 1941年10月14日 - 1941年12月31日 SS大将 ヴィルヘルム・ビットリヒ
- 1941年12月31日 - 1942年4月19日 SS大将 マティアス・クラインハイスターカンプ
- 1942年4月19日 - 1943年2月10日 SS大将 ゲオルゲ・ケプラー (George Keppler)
- 1943年2月10日 - 1943年3月18日 SS少将 ヘベルト・エルンスト・ファール (Hebert-Ernst Vahl)
- 1943年3月18日 - 1943年3月29日 SS上級大佐 クルト・ブラザック (Kurt Brasack)
- 1943年3月29日 - 1943年10月23日 SS大将 ヴァルター・クリューガー
- 1943年10月23日 - 1944年7月24日 SS中将 ハインツ・ラマーディング
- 1944年7月24日 - 1944年7月28日 SS大佐 クリスティアン・ティクセン（英語版）
- 1944年7月28日 - 1944年10月23日 SS少将 オット・バウム（英語版）
- 1944年10月23日 - 1945年1月20日 SS中将 ハインツ・ラマーディング (Heinz Lammerding)
- 1945年1月20日 - 1945年1月29日 SS大佐 カール・クロイツ（英語版）
- 1945年1月20日 - 1945年3月9日 SS中将 ヴェルナー・オステンドルフ
- 1945年3月9日 - 1945年4月13日 SS大佐 ルドルフ・レーマン（英語版）
- 1945年4月13日 - 1945年5月8日 SS大佐 カール・クロイツ (Karl Kreutz)

## 戦闘序列
- 1941年 (自動車化)師団「ライヒ」
  - SS連隊「デア・フューラー」 (SS-Regiment "Der Führer")
  - SS連隊「ドイッチュラント」 (SS-Regiment "Deutschland")
  - 第11SS歩兵連隊 (SS-Infanterie-Regiment 11)
  - SS師団ライヒ 対空機関銃大隊 (Flak-MG-Bataillon SS-Division Reich)
  - SS師団ライヒ オートバイ兵大隊 (Kradschützen-Abteilung SS-Division Reich)
  - SS師団ライヒ 砲兵連隊 (Artillerie-Regiment SS-Division Reich)
  - SS師団ライヒ 装甲偵察大隊 (Aufklärung-Abteilung SS-Division Reich)
  - SS師団ライヒ 対戦車猟兵大隊 (Panzerjäger-Bataillon SS-Division Reich)
  - SS師団ライヒ 工兵大隊 (Pionier-Bataillon SS-Division Reich)
  - SS師団ライヒ 突撃砲中隊 (Sturmgeschütz-Batterie SS-Division Reich)
  - SS師団ライヒ 通信大隊 (Nachrichten-Abteilung SS-Division Reich)
  - SS師団ライヒ 補給部隊 (Nachschubtruppen SS-Division Reich)
- 1943年 SS装甲師団「ダス・ライヒ」
  - 第2SS戦車連隊「ダス・ライヒ」 (SS-Panzer-Regiment 2 "Das Reich")
  - 第3SS装甲擲弾兵連隊「ドイッチュラント」 (SS-Panzergrenadier Regiment 3 "Deutschland")
  - 第4SS装甲擲弾兵連隊「デア・ヒューラー」 (SS-Panzergrenadier-Regiment 4 "Der Führer")
  - SS(自動車化)歩兵連隊「ランゲマルク」 (SS-Infanterie-Regiment (mot) "Langemarck")
  - 第2SS装甲砲兵連隊 (SS-Panzer-Artillerie Regiment 2)
  - 第2SS対空砲兵大隊 (SS-Flak-Artillerie-Abteilung 2)
  - 第2SS突撃砲大隊 (SS-Sturmgeschütz-Abteilung 2)
  - 第2SS発煙大隊 (SS-Nebelwerfer-Abteilung 2) - 多連装ロケット砲を装備
  - 第2SS装甲偵察大隊 (SS-Panzer-Aufklärungs-Abteilung 2)
  - 第2SS対戦車猟兵大隊 (SS-Panzerjäger-Abteilung 2)
  - 第2SS装甲工兵大隊 (SS-Panzer-Pionier-Bataillon 2)
  - 第2SS装甲通信大隊 (SS-Panzer-Nachrichten-Abteilung 2)
  - 第2SS補給部隊 (SS-Versorgungs-Einheiten 2)

## 外部サイト
- Reinbold, Dan "Das Reich Homepage[リンク切れ]" Retrieved April 5, 2005.
- Pipes, Jason. "2.SS-Panzer-Division Das Reich". Retrieved April 5, 2005.
- Wendel, Marcus (2005). "2. SS-Panzer-Division Das Reich". Retrieved April 5, 2005.
- "SS-Division Verfügungstruppe". German language article at www.lexikon-der-wehrmacht.de. (Follow links for the entire unit history.) Retrieved April 5, 2005.